# Hướng giấy vệ sinh
Một số giá treo hoặc hộp đựng giấy vệ sinh cho phép treo giấy vệ sinh ở phía trước (trên) hoặc phía sau (dưới) cuộn giấy khi nó được đặt song song với tường. Điều này gây chia rẽ ý kiến tranh cãi rằng, hướng treo như thế nào là tốt hơn. Các lập luận bao gồm từ tính thẩm mỹ, sự hiếu khách, khả năng dễ tiếp cận và sạch sẽ, cho đến việc bảo quản giấy, việc dễ dàng tách các tờ giấy ra và khả năng tương thích với vật nuôi.
Chuyên mục tư vấn của Hoa Kỳ Ask Ann Landers báo cáo rằng chủ đề này là vấn đề gây tranh cãi nhiều nhất trong lịch sử của chuyên mục với 15.000 lá thư vào năm 1986, làm dấy lên lượng phản hồi cao nhất cho chương trình.
Nghiên cứu về "hướng giấy vệ sinh" cũng đã được sử dụng như là công cụ giảng dạy trong việc hướng dẫn sinh viên ngành xã hội học thực hành chủ nghĩa kiến tạo xã hội.

## Các lập luận

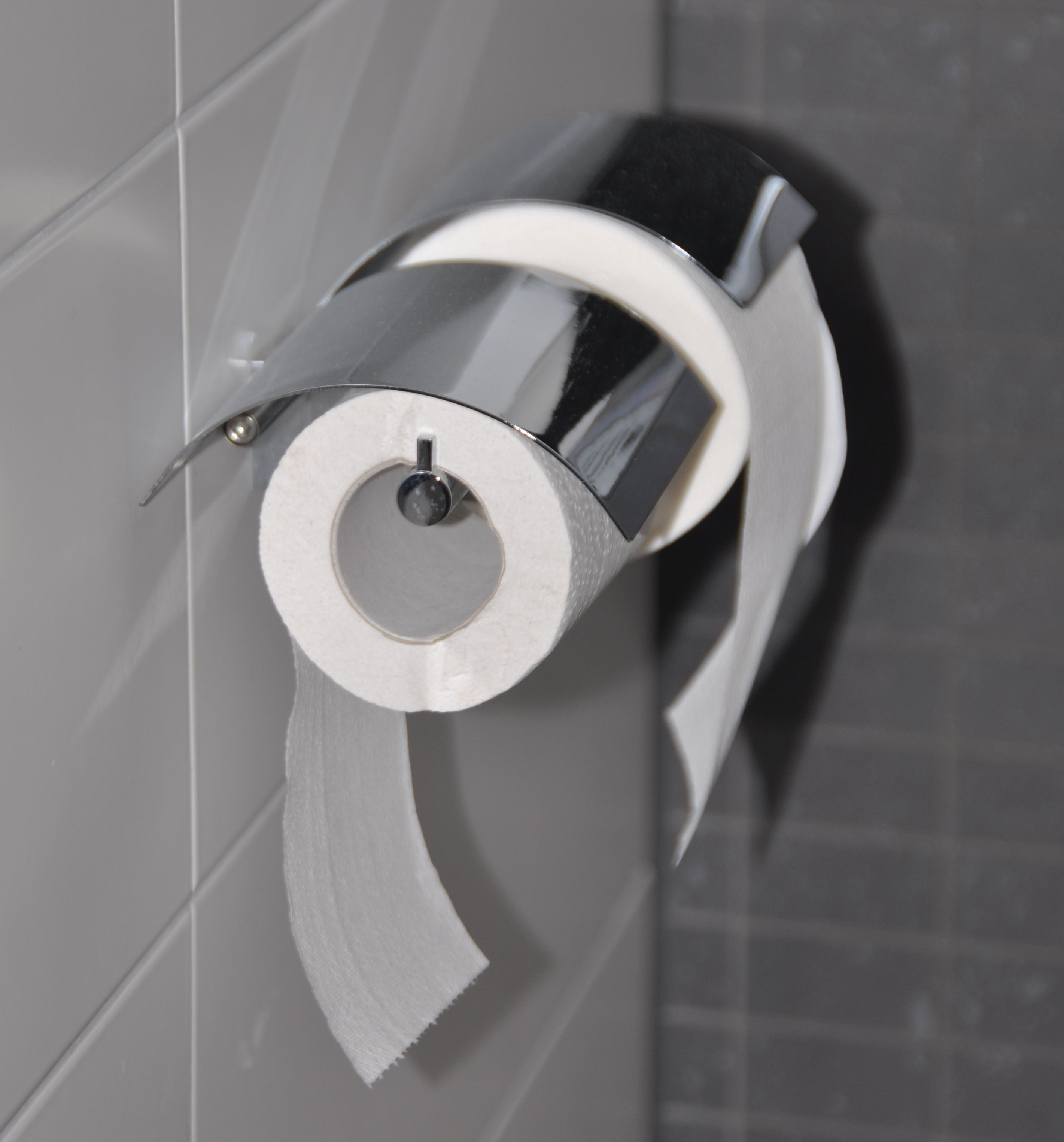
Hai giá treo giấy, mỗi giá đều có hướng khác nhau. Vị trí hướng lên như hình minh hoạ. Bằng sáng chế đầu tiên cho giá treo giấy vệ sinh đã được cấp vào năm 1891.

Những lý do chính được mọi người đưa ra để giải thích tại sao họ treo giấy vệ sinh theo một cách nhất định là dễ cầm nắm và theo thói quen.
Vị trí hướng lên giúp làm giảm nguy cơ vô tình dùng ngón tay chạm vào tường hoặc tủ chạn, có khả năng truyền bụi bẩn và vi trùng; khiến cho việc xác định vị trí và cầm nắm giấy được dễ dàng hơn; có thể gấp đầu miếng giấy lại vào cuộn giấy để chứng tỏ rằng căn phòng đã được dọn sạch. Nói chung đây là quan điểm có chủ đích cho việc xây dựng thương hiệu của nhà sản xuất, cho nên giấy vệ sinh sẽ có hoa văn trông đẹp đẽ hơn với cách treo này.
Vị trí hướng xuống giúp cho tổng thể cuộn giấy trông ngăn nắp hơn, theo đó đầu miếng giấy sẽ khuất khỏi tầm nhìn nhiều hơn; làm giảm nguy cơ trẻ nhỏ hoặc thú nuôi như mèo gỡ cuộn giấy khi nghịch giá treo; và khi sử dụng trong những chiếc xe tự chế (RV), chúng có thể giảm thiểu khả năng bị tuột giấy khi xe đang di chuyển.
Những người ủng hộ đã tuyên bố rằng, mỗi hướng đặt khác nhau sẽ giúp cho việc xé giấy vệ sinh theo đường đứt đoạn dễ dàng hơn. Đã có nhiều loại hộp đựng giấy vệ sinh ra đời nhằm giải quyết những tranh cãi liên quan đến vấn đề đặt giấy vệ sinh, ví dụ: hộp rút giấy vệ sinh theo tờ; hộp rút giấy vệ sinh cuộn lớn, trong đó cuộn giấy vệ sinh được đặt vuông góc với tường; và hộp đựng giấy hai cuộn. Hộp đựng giấy vệ sinh xoay cũng được phát triển, cho phép cuộn lại giấy theo một trong hai hướng trên hay dưới.

### Ý kiến cộng đồng
Trong các cuộc khảo sát khác nhau, có khoảng 70% ý kiến thích vị trí hướng lên. Trong một cuộc khảo sát với 1.000 người Mỹ, Cottonelle nhận thấy rằng người ta sẽ để ý đến vị trí "hướng lên" hơn là "hướng xuống" (74%). Số người cảm thấy khó chịu khi hướng "không chính xác" là 24%, và từng đổi lại hướng giấy ở nhà một người bạn là 27%. Theo W. C. Privy's Original Bathroom Companion, Number 2, "Hơn 4 trên 1 người cao tuổi thích rút giấy vệ sinh từ phía trước hơn". Tuyên bố tương tự cũng được đưa ra trong The Bathroom Companion của James Buckley dành cho những người trên 50 tuổi. Việc định hướng giấy vệ sinh đôi khi được coi là trở ngại đối với các cặp vợ chồng. Vấn đề cũng có thể phát sinh tại các doanh nghiệp và nơi công cộng. Tại trạm nghiên cứu Amundsen–Scott ở Nam Cực, người ta đã đưa ra những lời phàn nàn về cách lắp đặt giấy vệ sinh. Họ không rõ là liệu hướng này có tiết kiệm hơn hướng kia hay không. Tờ Orange County Register đã ghi nhận một tuyên bố của kênh Planet Green, Mỹ rằng hướng đặt lên sẽ tiết kiệm giấy vệ sinh.

## Ứng dụng trong các nghiên cứu xã hội
Nghiên cứu về "hướng giấy vệ sinh" là một công cụ giảng dạy quan trọng trong việc hướng dẫn các sinh viên ngành xã hội học thực hành chủ nghĩa kiến tạo xã hội.
Trong bài viết "Chính trị phòng tắm: Giới thiệu cho sinh viên về tư duy xã hội học từ dưới lên", giáo sư xã hội học Edgar Alan Burns của Viện Eastern Institute of Technology mô tả một số lý do khiến cho những quan tâm về giấy vệ sinh đáng được nghiên cứu. Vào ngày đầu tiên của khóa học nhập môn xã hội học của Burns, ông hỏi các sinh viên của mình: "Các em nghĩ cuộn giấy vệ sinh nên treo hướng nào?". Trong 50 phút tiếp theo, học sinh sẽ xem xét lý do tại sao họ lại chọn câu trả lời, qua đó khám phá cấu trúc xã hội với "các quy tắc và thông lệ mà trước đây họ chưa bao giờ nghĩ đến một cách có ý thức". Hoạt động của Burns đã được áp dụng trong một khóa học tâm lý xã hội tại Đại học Notre Dame, nơi nó được sử dụng để minh họa các nguyên tắc trong tác phẩm kinh điển năm 1966 của Berger và Luckmann The Social Construction of Reality (Sự kiến tạo xã hội về thực tại).
Christopher Peterson, giáo sư tâm lý học tại Đại học Michigan, đã phân loại việc lựa chọn hướng giấy vệ sinh theo "thị hiếu, sở thích và sự ưa chuộng", trái ngược với các giá trị hoặc "thái độ, đặc điểm, chuẩn mực và nhu cầu". Các sở thích cá nhân khác mà ông đưa ra cũng bao gồm đồ uống cola yêu thích hoặc đội bóng yêu thích. Theo Peterson, sở thích là một phần quan trọng của bản sắc; người ta mong đợi và ưa thích những người khác nhau có những sở thích khác nhau; điều này nhằm thoả mãn "cảm giác về sự độc đáo" của một người. Sự khác biệt về sở thích thường dẫn đến hành vi trêu chọc và khiển trách nhẹ nhàng. Đối với hầu hết mọi người, sở thích không gây ra sự chia rẽ nghiêm trọng do xung đột về giá trị gây ra; một ngoại lệ có khả năng xảy ra là điều mà Peterson gọi là "những kẻ 'cau có' trong số chúng ta", những người muốn nâng tầm sở thích thành các vấn đề đạo đức.
Morton Ann Gernsbacher, giáo sư tâm lý học tại Đại học Wisconsin–Madison, đã so sánh cách treo cuộn giấy vệ sinh với hướng của dao kéo trong máy rửa bát; việc lựa chọn ngăn kéo nào trong tủ ngăn kéo để đặt tất và thứ tự đặt tất của một người; thứ tự gội đầu và thoa bọt lên cơ thể khi tắm. Trong mỗi sự lựa chọn, có một giải pháp nguyên mẫu được đa số lựa chọn và theo bà, thật hứng thú khi có thể đưa ra những lời giải thích đơn giản về việc thiểu số phải khác biệt như thế nào. Gernsbacher cũng liên hệ và cảnh báo rằng, các thí nghiệm về hình ảnh thần kinh học (neuroimaging) phải cố gắng tránh những thành kiến và khuôn mẫu văn hóa như trên.
Trong cuốn sách Conversational Capital (Vốn đàm thoại) của mình, Bertrand Cesvet lấy vị trí đặt cuộn giấy vệ sinh làm một ví dụ về hành vi được nghi thức hóa—một trong những cách mà các nhà thiết kế và nhà tiếp thị có thể tạo ra trải nghiệm đáng nhớ xung quanh một sản phẩm dẫn đến động lực truyền miệng (word-of-mouth momentum). Các ví dụ khác của Cesvet bao gồm lắc một chiếc hộp kẹo Tic Tac và cách tách gỡ bánh quy Oreo.

## Tư liệu
- "American Standard Bathroom Habits Survey Shows We're Multitasking, Even in the Bath (press release)". American Standard Press. ngày 20 tháng 8 năm 2008. Truy cập ngày 11 tháng 10 năm 2013.
- Barrett, Erin; Mingo, Jack, biên tập (tháng 12 năm 2003). W. C. Privy's Original Bathroom Companion, Number 2. St. Martin's Press. ISBN 0-312-31580-5.
- Buckley, James (2005). The Bathroom Companion: A Collection of Facts About the Most-Used Room in the House. Quirk Books. ISBN 1-59474-028-3.
- Burns, Edgar Alan (tháng 1 năm 2003). "Bathroom Politics: Introducing Students to Sociological Thinking from the Bottom Up". Teaching Sociology. Quyển 31 số 1. tr. 110–118. doi:10.2307/3211429. JSTOR 3211429.
- Carpenter, Richard P. (ngày 28 tháng 3 năm 1999). "It's swimming vs. snoozing". The Boston Globe. tr. M4. Factiva bstngb0020010825dv3s00asy.
- Cesvet, Bertrand; Babinski, Tony; Alper, Eric (2008). Conversational Capital: How to Create Stuff People Love to Talk About. Pearson Education. ISBN 978-0-13-714550-8.
- Collett, Jessica (Spring 2008), "Class 4: Social Construction of Reality", Notre Dame OpenCourseWare, Bản gốc lưu trữ ngày 29 tháng 6 năm 2010, truy cập ngày 12 tháng 7 năm 2010
- "At long last, I can escape from my Polar prison", Daily Express, tr. 38–39, ngày 14 tháng 10 năm 1999, Factiva theexp0020010826dvae0066w
- Darbo, Paul (tháng 4 năm 2007). This Way In: The Sound and the Fury: ELSEWHERE IN THE BIN (letters to the editor). Quyển 147. tr. 22. {{Chú thích sách}}: Đã bỏ qua |work= (trợ giúp)
- Ebenkamp, Becky (ngày 19 tháng 1 năm 2004), "Out of the Box", Brandweek, Factiva ADMW000020040202e01j0002m
- Elliott, Carson (ngày 11 tháng 6 năm 2006). "The proper thing: Position plates so that meat is closest to diner, unless dishes display pictures". Augusta Chronicle. tr. G02. Factiva AGCR000020060809e26b00004.
- Floyd, Jacquielynn (ngày 29 tháng 6 năm 1999). "Inventor rolls out solution to toilet paper war". The Dallas Morning News. tr. 15A. Factiva dal0000020010829dv6t005qf.
- Garton, Nicole (ngày 8 tháng 1 năm 2005). "Over or under? The great toilet paper debate continues". Tulsa World. tr. D10. Factiva TUL0000020050111e1180000y.
- Gernsbacher, Morton Ann (tháng 3 năm 2007), "Presidential Column: Neural Diversity", Observer, quyển 20 số 3, Association for Psychological Science, tr. 5, 15, truy cập ngày 28 tháng 3 năm 2013
- Grant, Michael (ngày 16 tháng 7 năm 1991). "Paper chase unravels at 30,000 feet". The San Diego Union-Tribune. tr. C-1. Factiva SDU0000020070627dn7g002uk.
- Grant, Michael (ngày 1 tháng 9 năm 1991). "Toilet paper theorist is on a roll, but issue is still under scrutiny". The San Diego Union-Tribune. tr. D-1. Factiva SDU0000020070627dn91007fo.
- Henry, Bonnie (ngày 1 tháng 8 năm 1999). "The key role of toilet paper has columnist's eyes rolling". The Arizona Daily Star. tr. 3E. Factiva tucs000020010830dv81006wg.
- Jarski, Rosemarie; Jarski, Milena (2007). How to Do Everything!. Globe Pequot. tr. 143. ISBN 978-1-84537-415-0.
- Hogan, Eve Eschner; Hogan, Steve (2000). Intellectual Foreplay: Questions for Lovers and Lovers-To-Be. Hunter House.
- Kanner, Bernice (ngày 15 tháng 9 năm 1995). Are You Normal?: Do You Behave Like Everyone Else?. St. Martin's Paperbacks. ISBN 0-312-95592-8.
- Keeran, James (ngày 30 tháng 12 năm 1993), "Professor Jaggi // Rocket Scientist", The Pantagraph, tr. C1, Factiva blm0000020011031dpcu00n58
- Lind, Angus (ngày 17 tháng 7 năm 1992). "In a spin over tissue issue". Times-Picayune. tr. E1. Factiva notp000020011107do7h00dum.
- Lui, John (ngày 13 tháng 4 năm 2009). "Hip night owl". The Straits Times. Factiva STIMES0020090412e54d00022.
- McNatt, Cindy (ngày 22 tháng 4 năm 2010), "Easy ways to go green for Earth Day", The Orange County Register, Factiva OCR0000020100503e64p0002t, Planet Green says that if you hang your toilet paper roll so the paper comes out over the top, not from under, you'll save on toilet paper.
- Mitchell, Kathy; Sugar, Marcy (2005). "Friend's abuse should be reported". Annie's Mailbox. tr. 6 – qua Vernon Daily Record.
- Nerbas, Reena (ngày 4 tháng 10 năm 2009). "Pesky glue: Peanut butter to the rescue". Winnipeg Free Press. tr. D2. Factiva WFP0000020091004e5a40000h.
- O'Connor, David (ngày 2 tháng 5 năm 2005). Henderson's House Rules: The Official Guide to Replacing the Toilet Paper and Other Domestic Topics of Great Dispute. East Quincy Publishing. ISBN 0-9764078-0-9.
- Ode, Kim (ngày 16 tháng 3 năm 2010). "psst...". Star-Tribune. tr. 1E. Factiva MSP0000020100322e63g0006s.
- Peterson, Christopher (2006), A Primer in Positive Psychology, Oxford: Oxford University Press
- Pierson, Amy (ngày 13 tháng 1 năm 2004), "Dick Clark Helps Usher in a New Year of Softness (press release)", Market Wire, Factiva ITWR000020040113e01d00001
- Quilted Northern survey answers age-old question (press release), ngày 21 tháng 5 năm 1993 {{Chú thích}}: Đã bỏ qua tham số không rõ |agency= (trợ giúp)
- Kimberly-Clark (ngày 8 tháng 3 năm 2010), America Sides With Tori Spelling, Rolls Over, Factiva PRN0000020100308e638001jl {{Chú thích}}: Đã bỏ qua tham số không rõ |agency= (trợ giúp)
- "Cottonelle on a Roll With Consumers". Progressive Grocer. ngày 31 tháng 1 năm 2010. Factiva PRGR000020100202e61v0000s.
- Rosencrans, Joyce (ngày 7 tháng 11 năm 1998), "To fold or not to fold/ guest-bathroom tissue", The Cincinnati Post, tr. 1C, Factiva cinp000020010916dub700mw1
- Rubin, Neal (ngày 28 tháng 9 năm 1989), "From socks to toilet paper roll, answers unfold in U.S. survey", Toronto Star, tr. LIFE L2, Factiva TOR0000020080325dl9s019zs
- Steve (2009). "Toilet Paper Orientation Re: Brandweek 2009". Bản gốc lưu trữ ngày 2 tháng 2 năm 2017.
- Weingarten, Gene (ngày 4 tháng 11 năm 2008). "Chatological Humor". The Washington Post. Factiva WPCOM00020081105e4b40000a.
- Wolf, Sharyn (1999). So You Want to Get Married: Guerrilla Tactics for Turning a Date into a Mate. Plume. ISBN 9780452280120.
- Zayas, Alexandra (ngày 5 tháng 11 năm 2009). "Inventors gather in Ybor City to pitch for Pitchmen". St. Petersburg Times. Bản gốc lưu trữ ngày 9 tháng 12 năm 2009. Truy cập ngày 11 tháng 10 năm 2013.